# خت پرتوک
خت پرتوک یا خت پرتوگ (پشتو: خت پړتوګ، khət paṛtūg)، یک نوع لباس سنتی است که در افغانستان و مناطق عمدتاً پشتون غرب و شمال غرب پاکستان استفاده می‌شود.

## طراحی

### خت
لباس فوقانی است مانند پیراهن، که شل و کمی در کمر سفت شده است و بیشتر شبیه به یک بافتنی یا یک لباس بلند و گشاد مانند روپوش زنانه با آستین گشاد می‌باشد و بلندی آن نیز تا زیر زانو است این لباس به طور سنتی دارای هیچ شکافی نیستو با استفاده از کمربند به دور کمر سفت می‌شود.

### پرتوگ
پرتوگ لباس پایین‌تنه (شلوار) است که بسیار گشاد و پر چین خوردگی می‌باشد. خت پرتوگ نیز توسط مردان در رقص اتن ملی پوشیده می‌شود.
خت پرتوگ با پیراهن و تنبان (pērāhan WA tunbān) تفاوت دارد.

## نگارخانه

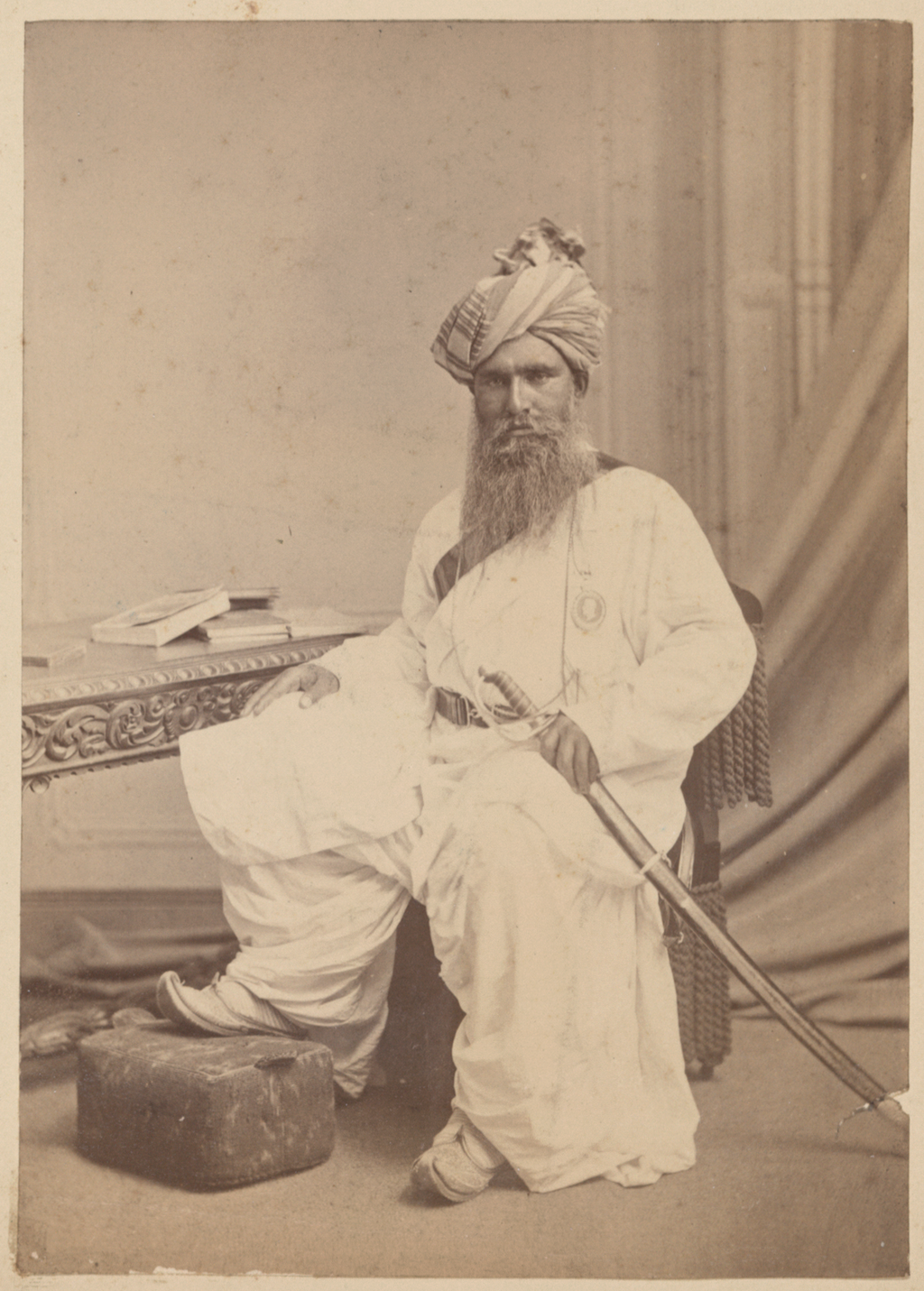
خت پرتوگ سنتی (۱۸۴۲)
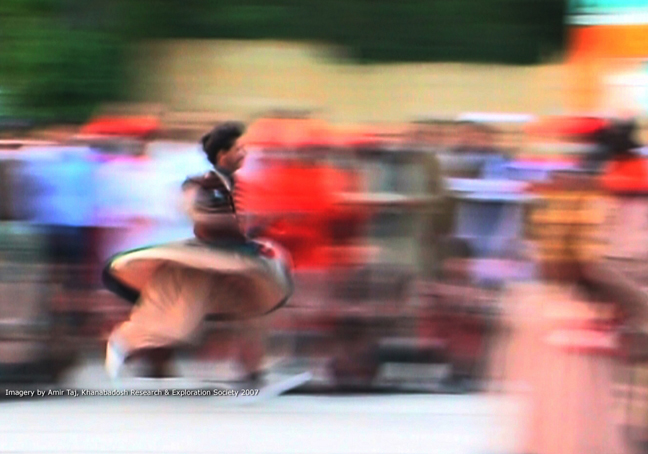
یک رقصنده با پوشیدن خت پرتوگ
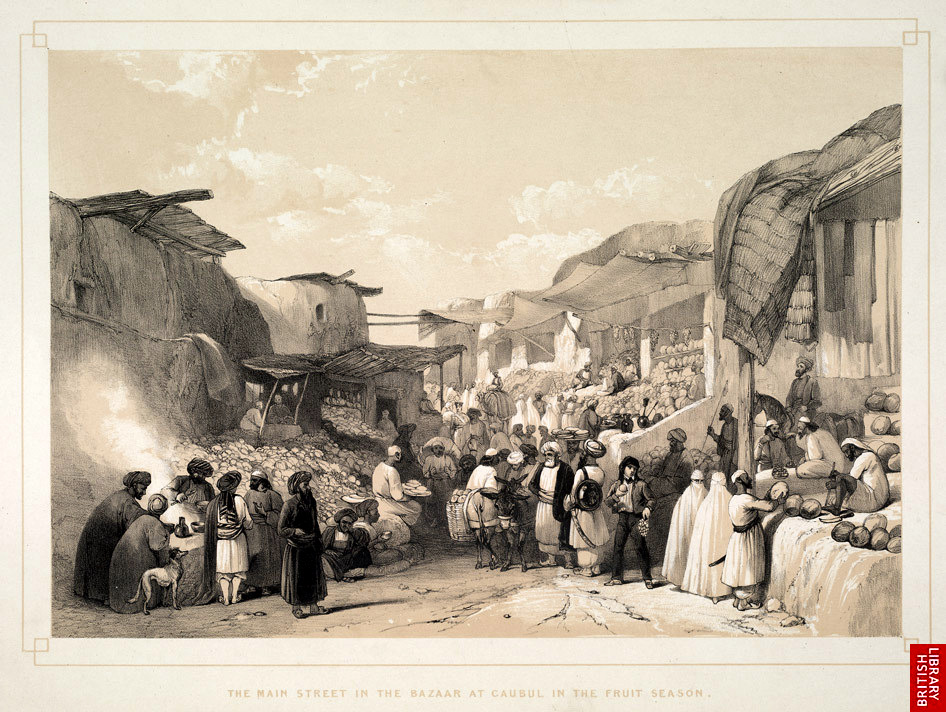
بازار کابل.مردان با خت پرتوگ (۱۸۴۲)
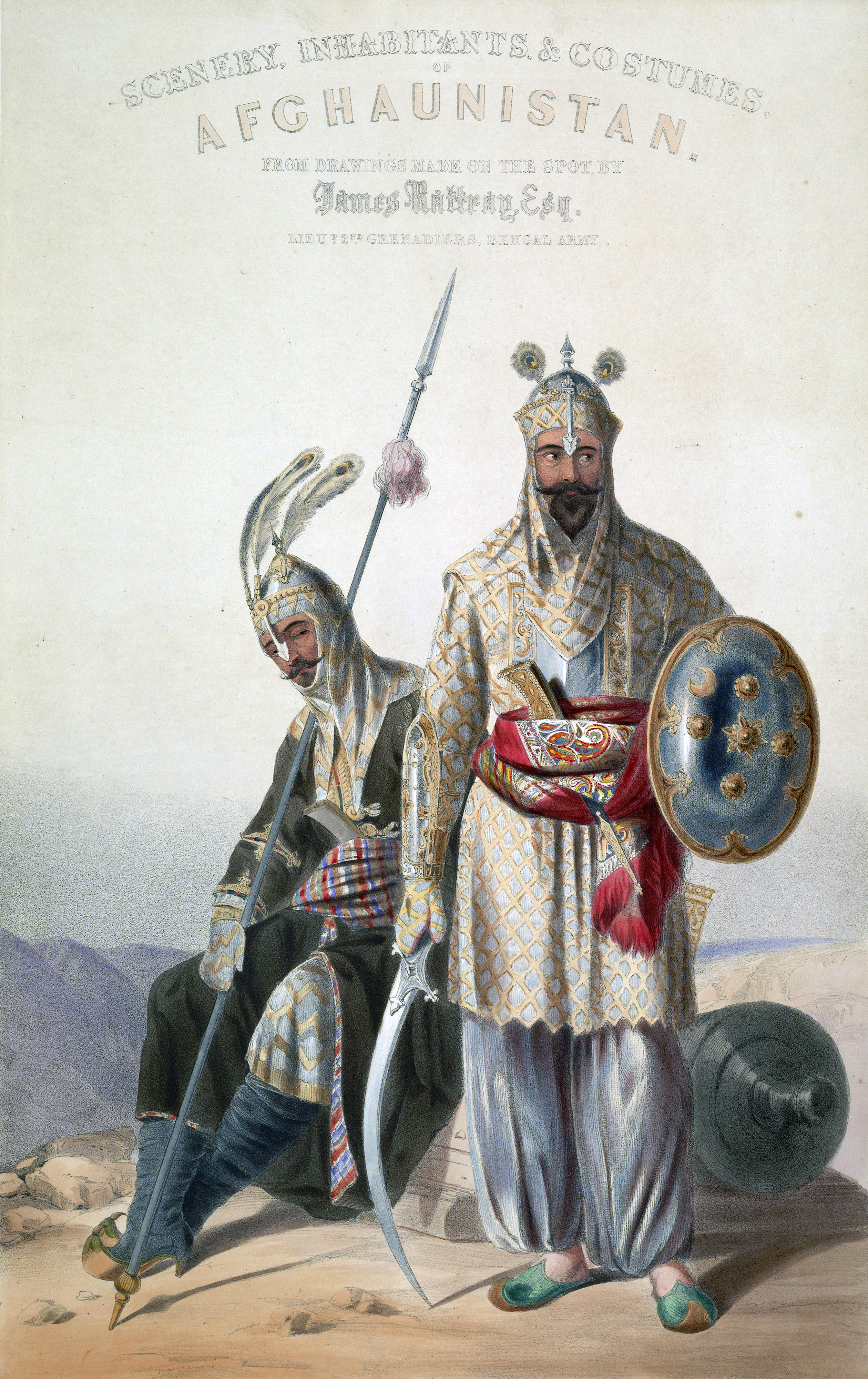
سربازان سلطنتی افغانستان با لباس خت پرتوگ